# Conor McLaughlin
Conor Gerard McLaughlin (ur. 26 lipca 1991 w Belfaście) – północnoirlandzki piłkarz występujący na pozycji obrońcy w angielskim klubie Fleetwood Town oraz w reprezentacji Irlandii Północnej. Wychowanek Preston North End, w swojej karierze grał także w Shrewsbury Town. Znalazł się w kadrze na Mistrzostwa Europy 2016.